# Отрадное (Абхазия)
Отрадное или Адзапш (абх. Адзапщ, груз. ოტრადნოე) — село в Абхазии. Находится в Гагрском районе. Высота над уровнем моря составляет 80 метров.

## Население
По данным 1959 года в селе Отрадное жило 214 человек, в основном армяне В 1989 году в селе проживало 1055 человек, в основном армяне и грузины.

## История
Согласно Постановлению ВС Республики Абхазия от 4 декабря 1992 года село Отрадное было переименовано в Адзапш. По законам Грузии продолжает носить название Отрадное.